# Puig de Miralles
Puig de Miralles är ett berg i Spanien.   Det ligger i provinsen Província de Girona och regionen Katalonien, i den östra delen av landet, 500 km öster om huvudstaden Madrid. Toppen på Puig de Miralles är 1 434 meter över havet, eller 100 meter över den omgivande terrängen. Bredden vid basen är 0,66 km.
Terrängen runt Puig de Miralles är huvudsakligen lite bergig.Runt Puig de Miralles är det glesbefolkat, med 15 invånare per kvadratkilometer. Närmaste större samhälle är Olot, 11,6 km nordost om Puig de Miralles. I omgivningarna runt Puig de Miralles växer i huvudsak blandskog.